# 华夏历史博物馆
华夏历史博物馆位于广东省潮州市潮汕公路浮洋镇路段西侧，是一所集收藏、陈列、研究于一体的综合性私立博物馆。占地面积19980平方米。馆内各类古字画、古陶瓷、青铜器、古玉器、古钱币、古家具等各类藏品约12万6千件。建筑面积超过12000平方米的新馆将于2011年10月1日开馆。

## 珍贵展品
国家一级文物300余件。

## 开馆时间
上午8点40分-12点下午1点30分-5点(逢周一闭馆)

## 交通
在潮州市区内搭铁铺2路公交车，直达华夏历史博物馆。